# 盧武鉉遊び

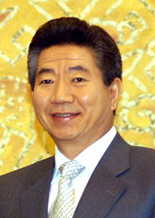
盧武鉉

盧武鉉遊び（ノ・ムヒョンあそび）とは、韓国で第16代大統領・盧武鉉の在任中、全ての社会問題を「盧大統領の失政」と揶揄した遊びのこと。2006年に流行し、主にインターネットのニュースサイトの意見欄で行われた。朝鮮日報や東亜日報などの保守系新聞が、どんな社会問題でも「盧大統領の失政」と断ずる記事を書いたことから、これを皮肉る意味で使われ始めた。
主に、政治と全然関係ない事件、事故の記事の意見欄に「これは全て盧武鉉のせいだ」「盧武鉉は一体何をしたのか？」というコメントを投稿することを指す。例えば、サッカー韓国代表が、ガーナ代表との試合で敗れたという記事に「国家代表が敗れたが、盧武鉉は一体何をしたのか?」というコメントを付けるというもの。
これは単純な悪戯に過ぎないが、軍事独裁政権時代には出来なかったことから、韓国の民主化が進展しているという肯定的な意味に解釈されることもある。また、大統領と与党批判とともに大統領と対決する反対勢力に対する風刺の意味も含まれているという。
2017年、盧武鉉の最側近であった文在寅大統領の発言内容を皮肉った「これは全部野党のせいだ」という語が出回った。